# Оукдейл (Нью-Йорк)
Оукдейл (англ. Oakdale) — переписна місцевість (CDP) в США, в окрузі Саффолк штату Нью-Йорк. Населення — 7430 осіб (2020).

## Географія
Оукдейл розташований за координатами 40°44′17″ пн. ш. 73°8′4″ зх. д. / 40.73806° пн. ш. 73.13444° зх. д. (40.737986, -73.134420).  За даними Бюро перепису населення США в 2010 році переписна місцевість мала площу 9,87 км², з яких 8,85 км² — суходіл та 1,02 км² — водойми.

## Демографія
Згідно з переписом 2010 року, у переписній місцевості мешкали 7974 особи в 3116 домогосподарствах у складі 2074 родин. Густота населення становила 808 осіб/км².  Було 3280 помешкань (332/км²).
Расовий склад населення:
| - 96,5 % — білих - 1,3 % — азіатів - 1,2 % — чорних або афроамериканців |

До двох чи більше рас належало 0,7 %. Частка іспаномовних становила 3,9 % від усіх жителів.
За віковим діапазоном населення розподілялося таким чином: 20,2 % — особи молодші 18 років, 60,5 % — особи у віці 18—64 років, 19,3 % — особи у віці 65 років та старші. Медіана віку мешканця становила 45,0 року. На 100 осіб жіночої статі у переписній місцевості припадало 91,1 чоловіків;  на 100 жінок у віці від 18 років та старших — 87,6 чоловіків також старших 18 років.
Середній дохід на одне домашнє господарство  становив 104 968 доларів США (медіана — 84 655), а середній дохід на одну сім'ю — 126 264 долари (медіана — 121 167). Медіана доходів становила 76 804 долари для чоловіків та 63 875 доларів для жінок. За межею бідності перебувало 3,3 % осіб, у тому числі 1,2 % дітей у віці до 18 років та 4,8 % осіб у віці 65 років та старших.
Цивільне працевлаштоване населення становило 3476 осіб. Основні галузі зайнятості: освіта, охорона здоров'я та соціальна допомога — 33,7 %, науковці, спеціалісти, менеджери — 11,6 %, роздрібна торгівля — 9,7 %.